# Mahaut af Châtillon
Mahaut af Châtillon (født 1293, død 3. oktober 1358) tilhørte den franske højadel. Hun var oldedatter af Henrik 3. af England, svigerdatter til Filip 3. af Frankrig, svigerinde til Filip 4. af Frankrig og svigermor til kejser Karl 4. af det Tysk-romerske rige.

## Familie
Mahaut af Châtillon var den tredje hustru til franske kongesøn Karl af Valois. De fik fire børn:
- Marie af Valois, hertuginde af Calabria. Mor til dronning Johanne 1. af Napoli,
- Isabella af Valois, hertuginde af Bourbon, gift med hertug Peter 1. af Bourbon, forældre til bl.a. hertug Louis 2. af Bourbon og til Jeanne af Bourbon (gift med Karl 5. af Frankrig).
- Blanka af Valois (eller Marguerite), gift med kejser Karl 4. af det Tysk-romerske rige.
- Ludvig, greve af Chartes (1318–1328). Døde ung. Ingen efterkommere.